# Christuskerk (Mannheim)
De Christuskerk (Duits: Christuskirche) is een protestantse kerk in het oostelijke stadsdeel Oststadt in Mannheim (Baden-Württemberg).
De kerk werd tussen 1907 en 1911 naar de bouwplannen van Christian Schrade in de jugendstil met neobarokke invloeden gebouwd. De kerk werd nauwelijks door oorlogsverwoestingen getroffen en is nog bijna volledig in de oorspronkelijke staat.  Het kerkgebouw vormde de luisterrijke afsluiting van een reeks nieuwe protestantse kerkgebouwen, die door de forse groei van Mannheim's inwoneraantal nodig waren.

## Geschiedenis

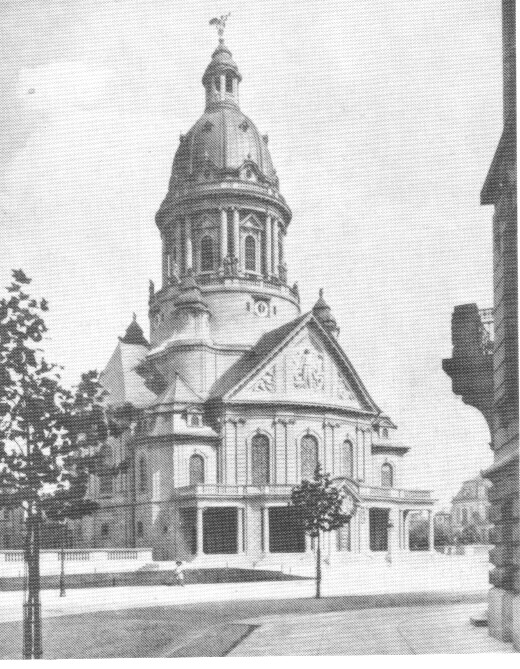
De Christuskerk in 1911

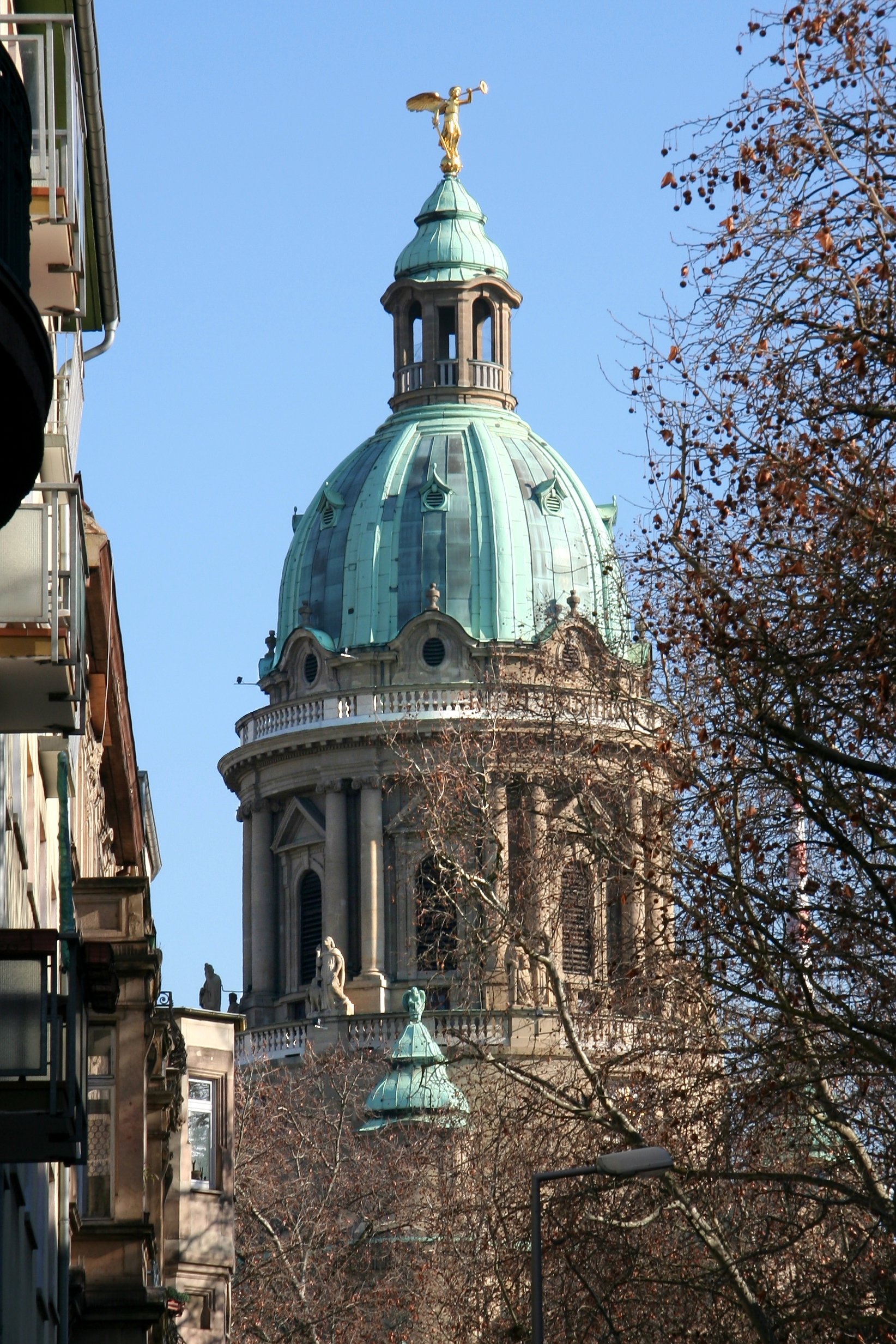
Koepel van de kerk, uitzicht vanuit het noordwesten

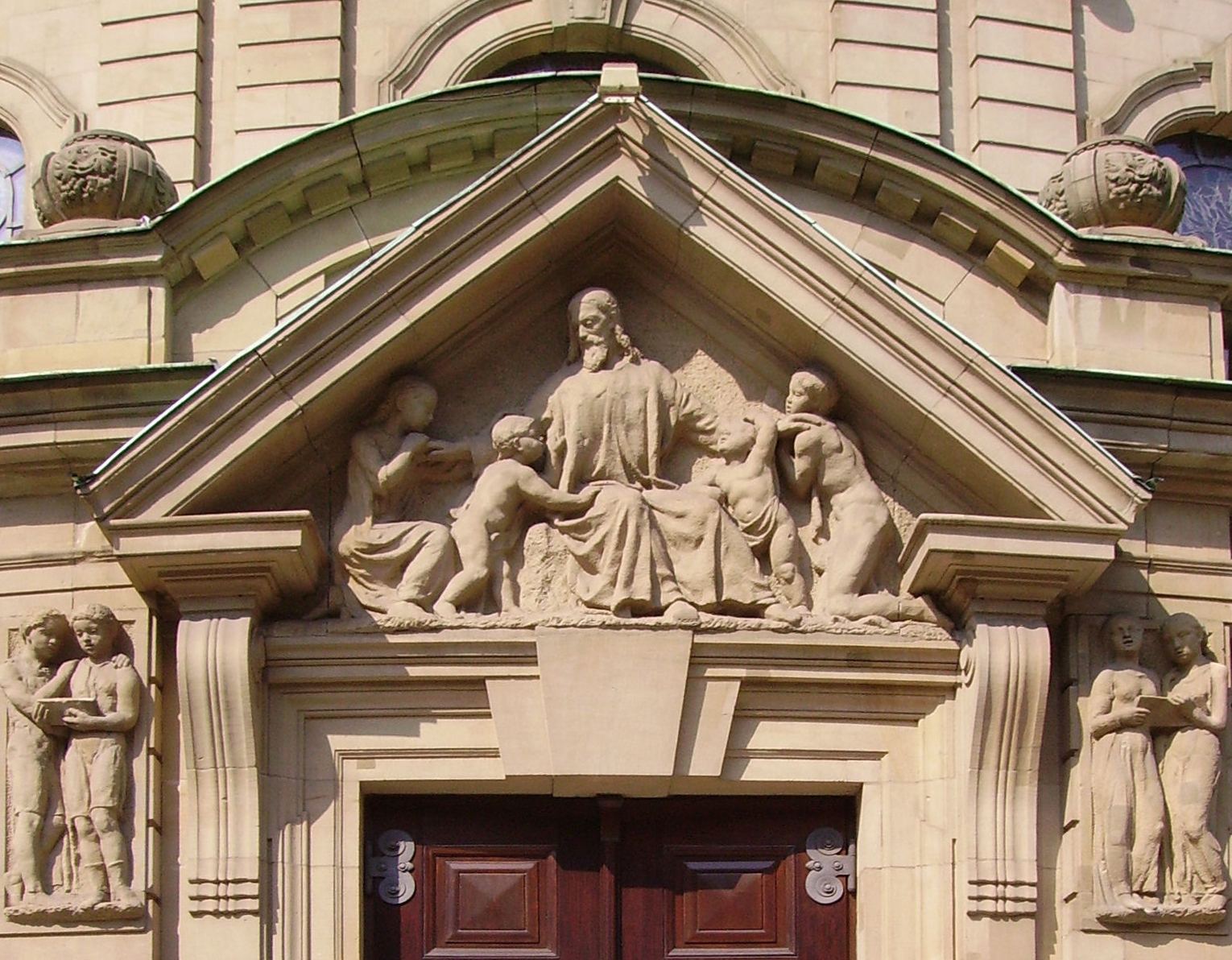
Portaalreliëf

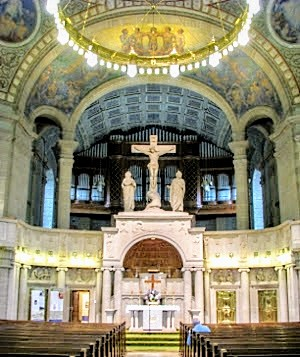
Kanselaltaar

Als gevolg van de groei van de bevolking van Mannheim in de 19e eeuw bouwde men rond de binnenstad een krans van nieuwe voorsteden. Als laatste werd met de planmatige aanleg van de Oststadt begonnen. Voor de bouw van de protestantse kerk had men het oog laten vallen op een bouwlocatie aan het Friedrichsplatz. Echter omdat men daar vlakbij de katholieke Heilige Geestkerk plande, week men uit naar het Werderplatz.
In het jaar van de viering van het 300-jarig stadsjubileum van Mannheim werd in maart 1907 begonnen met de bouwwerkzaamheden. De eerstesteenlegging vond op 9 september 1907 plaats, de verjaardag van de Badense groothertog Frederik I, en na vier jaren werd de Christuskerk in aanwezigheid van groothertog Frederik II op 1 oktober 1911 ingewijd. De bouwkosten bedroegen meer dan 1,6 miljoen mark.
Tijdens de Eerste Wereldoorlog bleef de Christuskerk onbeschadigd. Ook bleven de klokken in tegenstelling tot bij de meeste andere kerken in de toren hangen. Bij een luchtaanval in 1941 op Mannheim sprongen 10 kleine raamschijven en in 1943 brandden de oostelijke gemeentezaal, de pastorie en de kosterswoning uit. Een bom die in 1944 naast de kerk viel bracht schade toe aan het muurwerk, de ramen, het orgel en het dak.
Na de oorlog werd de schade aan de ramen en het opstandingsbeeld hersteld. Een grondige restauratie van de kerk vond in de jaren 1980 plaats.

## Architectuur
De markante koepelkerk verbindt de Jugendstil met neobarokke vormen. Mogelijke voorbeelden van de kerk zouden de Duitse en Franse Dom in Berlijn zijn.  Ook toont de kerk overeenkomsten met de in 1903 ingewijde Christuskerk van Mainz.
De 65 meter hoge kerk bevindt zich niet ver van het centrum op het Werderplatz en werd gebouwd naar de bouwprincipes van het zogenaamde Wiesbadener Programms, een programma met richtlijnen voor de ideale protestantse kerkenbouw.
De plattegrond van de kerk is volgens een Grieks kruis met afgeronde hoeken aangelegd met een hoofdingang aan de zuidwestelijke kant. Aan de tegenoverliggende kruisarm voegen zich in aansluiting van de altaarruimte een sacristie, een doopkapel, twee pastorieën en andere ruimten aan.
De van gele zandsteen uitgevoerde muren zijn rijk aan pilasters, zuilen en talrijke reliëfs. De hoofdgevel verbeeldt Christus' woorden komt allen tot mij die vermoeid en belast zijn (Mattheüs 11:28). De beeldhouwer Ludwig Habich liet zich hierbij in de voorstelling inspireren door Rembrandts Honderdguldenprent. Het timpaan van de open voorhal boven de hoofdingang toont Jezus als kindervriend. Het werd gemaakt door de beeldhouwer Karl Albiker. Boven de beide neveningangen zijn (links) Christus in Bethanië en (rechts) Christus en de Samaritaan te zien.
De centrale tamboerkoepel wordt met een lantaarn bekroond, waarop een verguld beeld van de aartsengel Michaël van de beeldhouwer Wilhelm Gerstel staat. De tamboer wordt omgeven door grote beelden van de 12 apostelen.

## Interieur
Anders dan het exterieur gaat de Jugendstil binnen in de kerk samen met een neo-Byzantijnse architectuur stijl. Conform het Wiesbadener Programm zijn altaar, kansel en orgel in één as centraal geplaatst. De kerkbanken staan consequent richting altaar opgesteld en de ruimte met rondlopende galerijen biedt plaats aan circa 1700 gelovigen.
In de triomfboog boven het altaar is een fresco met als thema de Opstanding door Adolf Schinnerer aangebracht. Het werd na waterschade in de Tweede Wereldoorlog in 1958 gerestaureerd. Van dezelfde schilder stammen ook de fresco’s in de hoeken onder het gewelf van de zegenende Christus, de in woede ontstoken Christus (tempelreiniging), de onderwijzende Christus (Christus in het korenveld) en de troostende Christus (Christus en de zondares).
Bij de ingang bevinden zich de reliëfs van de hervormers Maarten Luther (met nachtegaal) en Philipp Melanchthon (met uil). Beide reliëfs werden gemaakt door de beeldhouwer Konrad Taucher.
In het midden van het kerkschip hangt een 1,2 zware ronde luchter met een doorsnee van 8,40 meter. De lamp is naar romaanse voorbeelden vormgegeven.
De kerkvensters hebben ovale medaillons waarop voornamelijk scènes uit Jezus zijn te zien en werden ontworpen door Adolf Schinnerer. De uitzondering vormen de vensters bij het orgel waar David en Saul en een psalmdichtende David in de medaillons zijn te zien.
Het kanselaltaar herinnert aan een middeleeuws doksaal.  De tien zuilen van dit doksaal verwijzen naar de Tien Geboden: de vier gedecoreerde zuilen in het midden naar de eerste vier geboden die betrekking hebben op God en de zes onversierde zuilen naar de geboden in relatie tot onze naaste. De kansel bevindt zich in een nis met cassetten. De boog boven de kansel, die rust op de middelste vier zuilen, is versierd met een reliëf van een piëta en twee grafwachters geflankeerd door voorstellingen van de vier evangelisten. Op dezelfde hoogte bevinden zich boven de overige zes zuilen reliëfs van de profeten, die verwezen naar de komst van de Messias. Tussen de zuilen zijn deuren met messingbeslag, die naar de sacristie en de doopkapel leiden. Boven de deuren zijn haut-reliëfs van de Voetwassing, Gethsemane, de verloochening van Petrus en de handwassende Pilatus aangebracht. Alle reliëfs aan de koormuur werden vervaardigd naar de modellen van de Mannheimer beeldhouwer Johannes Hoffart.  Van dezelfde kunstenaar stamt eveneens het kronende middelpunt van de Christuskerk: de kruisigingsgroep boven de kansel.
Achter de deuren bevinden zich de sacristie en een kleine doopkapel. Het marmeren doopvont en het doopgerei van verguld zilver werden in 1911 door Ernst Riegel gemaakt. Het fresco in het gewelf werd wel gepland maar na de bouw niet uitgevoerd en dankzij een schenking in 1959 alsnog mogelijk. Vanuit de Tillastraße heeft de doopkapel een eigen toegang.

## Orgels

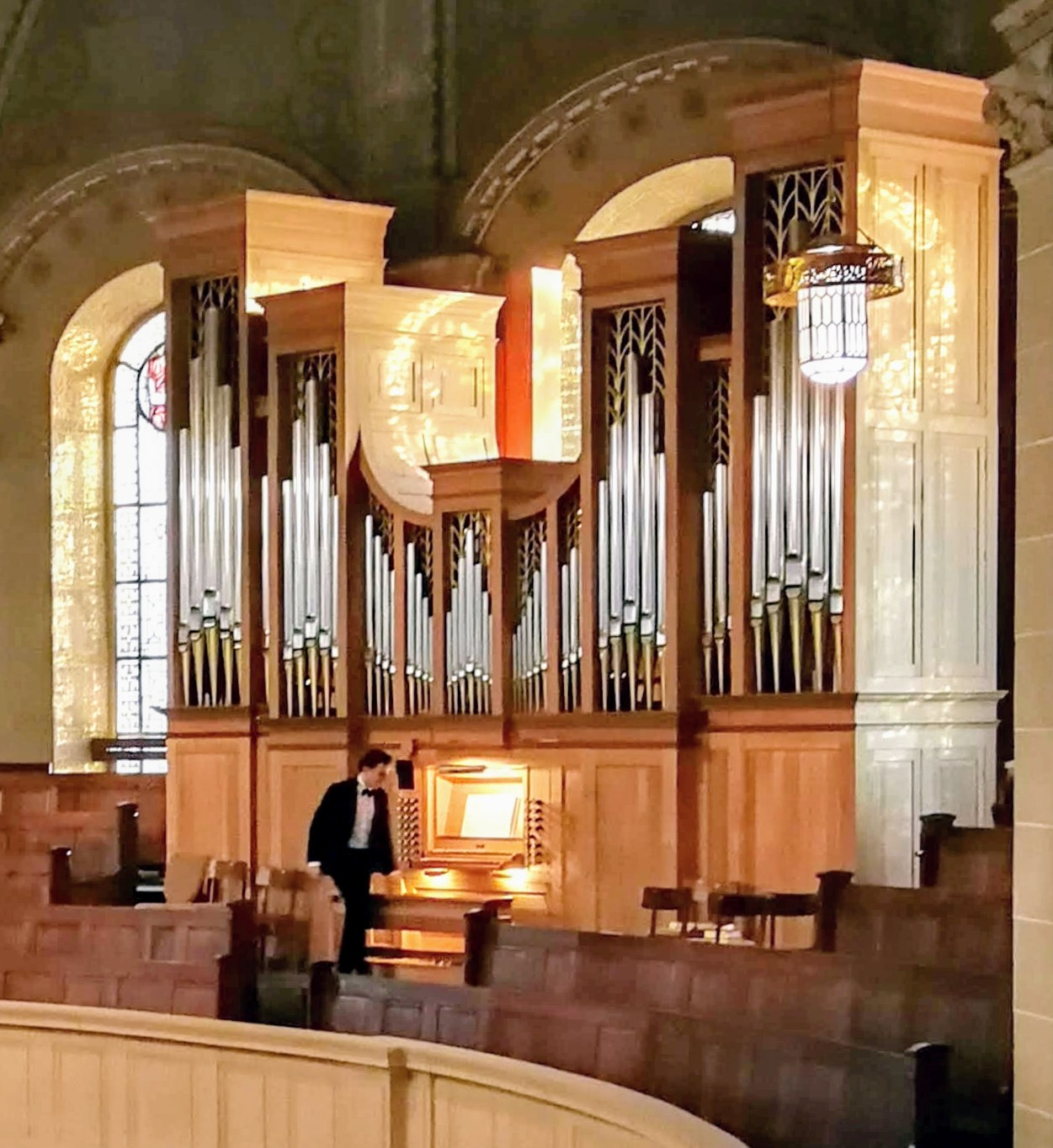
Marcussen-orgel

De Christuskerk heeft twee grote orgels en een orgelpositief. Op de noordelijke galerij bevindt zich het grote Steinmeyer-orgel uit 1911, op de zuidelijke galerij het barokke Marcussen-orgel uit 1988.
Het orgel op de noordelijke galerij was met 92 registers destijds het grootste orgel in Zuid-Duitsland. Tegenwoordig bezit het orgel 96 registers verdeeld over vier manualen en pedaal en is het nog altijd het grootste orgel van Baden. Het orgel overleefde beide wereldoorlogen en staat onder monumentenzorg.
Boven de hoofdingang (zuidelijke galerij) werd in 1988 door de Deense orgelbouwfirma Marcussen een barok orgel toegevoegd. Met dit orgel van 31 registers is het spelen van oude muziek tot circa 1800 mogelijk.
Het derde orgel is een 5 registers tellend kistorgel van Daniel Gruber. Het wordt gebruikt tijdens cantatediensten en de uitvoering van oratoria van oude meesters.

## Klokken
Het oorspronkelijk gelui bestond uit vijf bonzen klokken van de klokkengieterij Bachert en was ooit het grootste gelui van Baden. Om de klokken te kunnen luiden waren er tot de elektrificatie twaalf mannen nodig. In 1942 werden de klokken in beslag genomen en de kleinste klok die aan de omsmelting ontsnapte werd na de oorlog aan de Vredeskerk in Mannheim geschonken. Van het huidige gelui uit 1956 is de grootste klok van 5,8 ton de zwaarste klok van Mannheim. 
| Nr. | Inschrift                                      | Gietjaar | Gieter                  | Doorsnee (mm) | kg   | Toon |
| --- | ---------------------------------------------- | -------- | ----------------------- | ------------- | ---- | ---- |
| 1   | Christus spricht: "Ich bin das Licht der Welt" | 1956     | Klokkengieterij Bachert | 2050          | 5820 | as0  |
| 2   | Christus spricht: "Ich bin der Weg"            | 1956     | Klokkengieterij Bachert | 1820          | 4359 | b0   |
| 3   | Christus spricht: "Ich bin die Wahrheit"       | 1956     | Klokkengieterij Bachert | 1615          | 2935 | c1   |
| 4   | Christus spricht: "Ich bin das Leben"          | 1956     | Klokkengieterij Bachert | 1350          | 1695 | es1  |
| 5   | "Dein Reich komme"                             | 1956     | Klokkengieterij Bachert | 1240          | 1399 | f1   |